# Trauerzeremonien zu Muharram

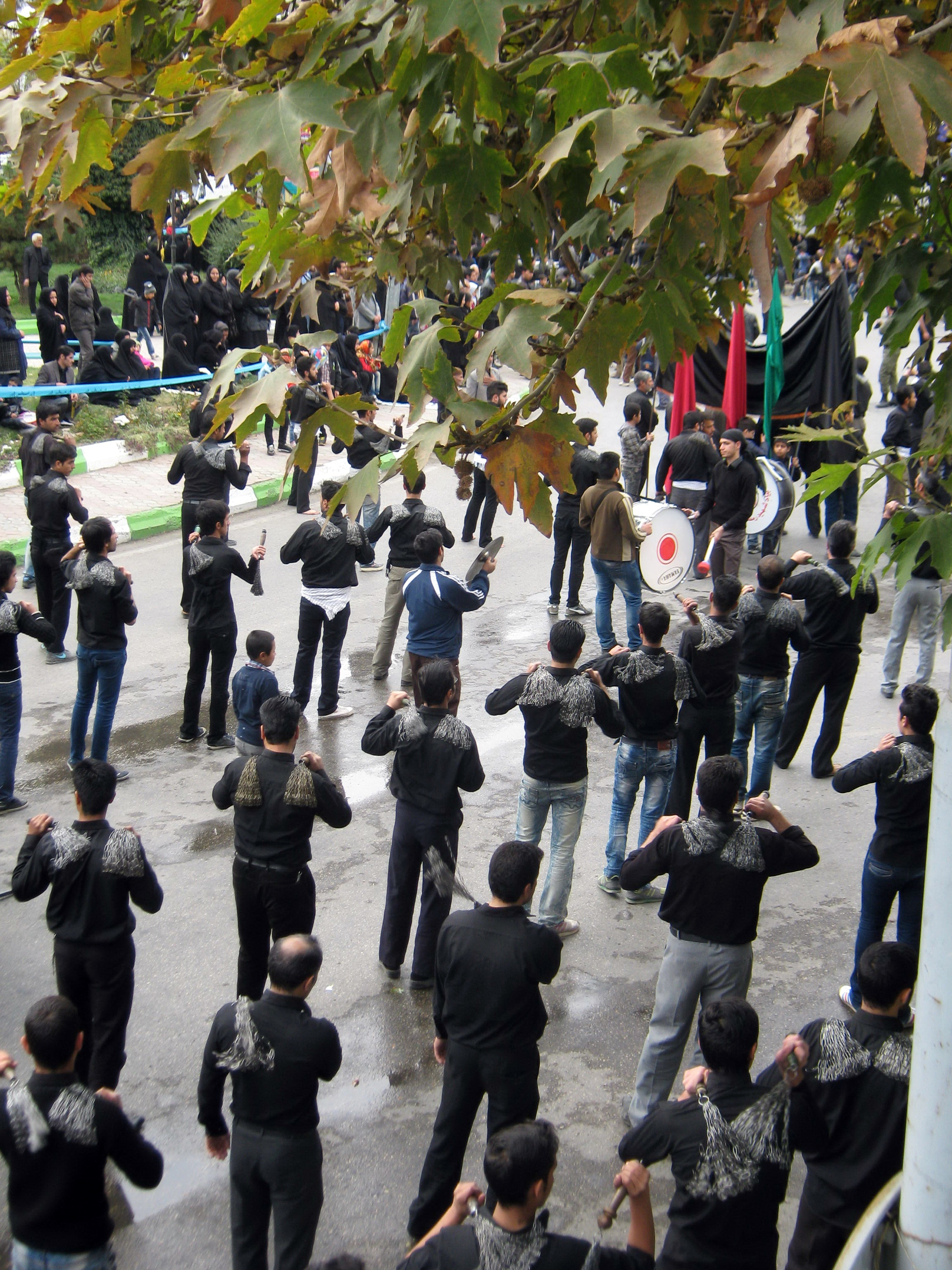
Trauerzeremonie zu Muharram

Die Trauerzeremonien zu Muharram sind eine Reihe von verschiedenen Ritualen im ersten Monat im islamischen Kalender Muharram. In diesem Monat ist der Jahrestag des Todes des dritten Imam der Schiiten, Husain ibn Ali, Enkelsohn des islamischen Propheten Mohammad. Er und seine Anhänger wurden in der Schlacht von Kerbala von den Kalifen des Umayyaden-Clans getötet. Schiiten gedenken und trauern um diesen Ereignis, indem sie eine zehntägigen Trauerzeremonie mit verschiedenen Ritualen veranstalten.

## Arten
Die Trauerzeremonien zu Muharram unterscheiden sich zwischen Schiiten, Sunniten und anderen ethnischen Gruppen und je nach Ort und Kultur.

### Pilgerfahrt zum Imam-Husain-Schrein
Der Imam-Husain-Schrein befindet sich über dem Grab Husains ibn Ali, dem dritten schiitischen Imam, in der Stadt Kerbela im Irak. Der Schrein befindet sich unmittelbar neben der Stelle, an der Husain am Tag von Aschura zum muslimischen Märtyrer wurde. Im Jahre 2015 und 2016 besuchten 22 Millionen Menschen aus der ganzen Welt an Arba'in den Schrein, was diese Pilgerfahrt (Ziyara) zur größten Menschenversammlung der Welt macht. Unter den Teilnehmer befinden sich hauptsächlich Schiiten, aber auch einige Sunniten, Christen und Yaziden und andere Menschen mit unterschiedlichen Glauben nehmen teil.

### Matam
Das zeremonielle Brust-Schlagen (Matam) ist einer der häufigsten Trauerzeremonien bei Schiiten. Männer und Frauen versammeln sich in einer Trauerzeremonie und während sie um Husain ibn Ali trauern, schlagen sie sich auf die Brust. Es gibt zwei grundlegende Formen von Matam:
- Matam, bei dem man sich nur mit den Händen im bestimmten Rhythmus auf die Brust schlägt, wird auch Sīnazanī genannt.
- Matam bei dem man sich selber mit einem scharfen Gegenstand verletzt, um Blut fließen zu lassen, wird auch das „blutige“ Matam, Tatbir oder Qama-Zani genannt. Diese Art der Selbstgeißelung wurde von den führenden schiitischen religiösen Autoritäten als verboten, für Harām erklärt.

### Ta'ziye
Eine Form von Trauerzeremonie ist die theatralische Nachstellung der Schlacht von Kerbela, in der Husain ibn Ali und seine Gefährten zu Märtyrern wurden. Das Trauerschauspiel (Ta'ziye), eine Art Passionsspiele, ist ein typisches Genre iranischer Schauspielkunst, in dem alle Elemente der Schauspielerei wie Bühnenbild, Musik, Gesang und theatralische Darstellung zum Einsatz kommen.

### Weinen
Als Reaktion auf die Wiederbelebung der Schlacht von Kerbela und als Beileidsbekundung zu Husain und seiner Familie weint und wehklagt das Publikum. Das Weinen, Wehklagen und die Beileidsbekundung, um Husain und seiner Familie und seinen Gefährten gilt als empfohlen und gesegnet und soll nach einer Überlieferung vor dem Höllenfeuer bewahren.

### Rawda Khwani / Rouze-Chani
Rawda Khwani oder Rawḍa-K̲h̲wānī (persisch روضه خوانی, DMG rouże-chāni, von persisch روضه خوان, rouże-chān, Prediger, zu persisch روضه, rouze, Predigt, und zu خواندن, chāndan, Text lesen, singen, Lektion lernen) ist eine schiitisch-iranische Trauerzeremonie, in der die Wehklagen von Husain und anderen Imamen vorgetragen werden. Rawda bedeutet im Arabischen „Garten“ und der Name stammt aus dem Titel des literarischen Meisterwerks von Husayn Waiz Kashifi, das auf Persisch erschienen ist: Rawdat al-Shuhada. Das Wort von Rawda-khawani bedeutet "Rezitation aus Rawdat al-Shuhada" und wird auch allgemein Rawda genannt. Der Geschichtserzähler (Rawża-chvān) rezitiert mit trauriger Stimme und unter Verwendung bestimmter Tonarten lautstark eine Elegie, um die Zuhörer zum Weinen zu bringen. Dieses Ritual kann überall abgehalten werden, wie zum Beispiel in Häusern, auf dem Hof der Moschee, auf dem Stadt- oder Dorfplatz und auch in einer Hussainiya. Der Ursprungsort von Rawda war Iran, aber in Bahrain und Indien wird dies durchgeführt.

### Noha
Noha sind die Gedichte und die Geschichten, die von Maqtal al-Husayn (verschiedene Bücher, die die Geschichte der Schlacht von Kerbela und den Tod von Husain ibn Ali erzählen) inspiriert worden sind. Der Dichter oder ein anderer liest die Noha in einem klagenden Rhythmus. Das Hauptthema von Noha ist die Trauer um den Tod von Husain ibn Ali. Noha existiert in verschiedenen Sprachen wie Arabisch.

### Nakhl Gardani

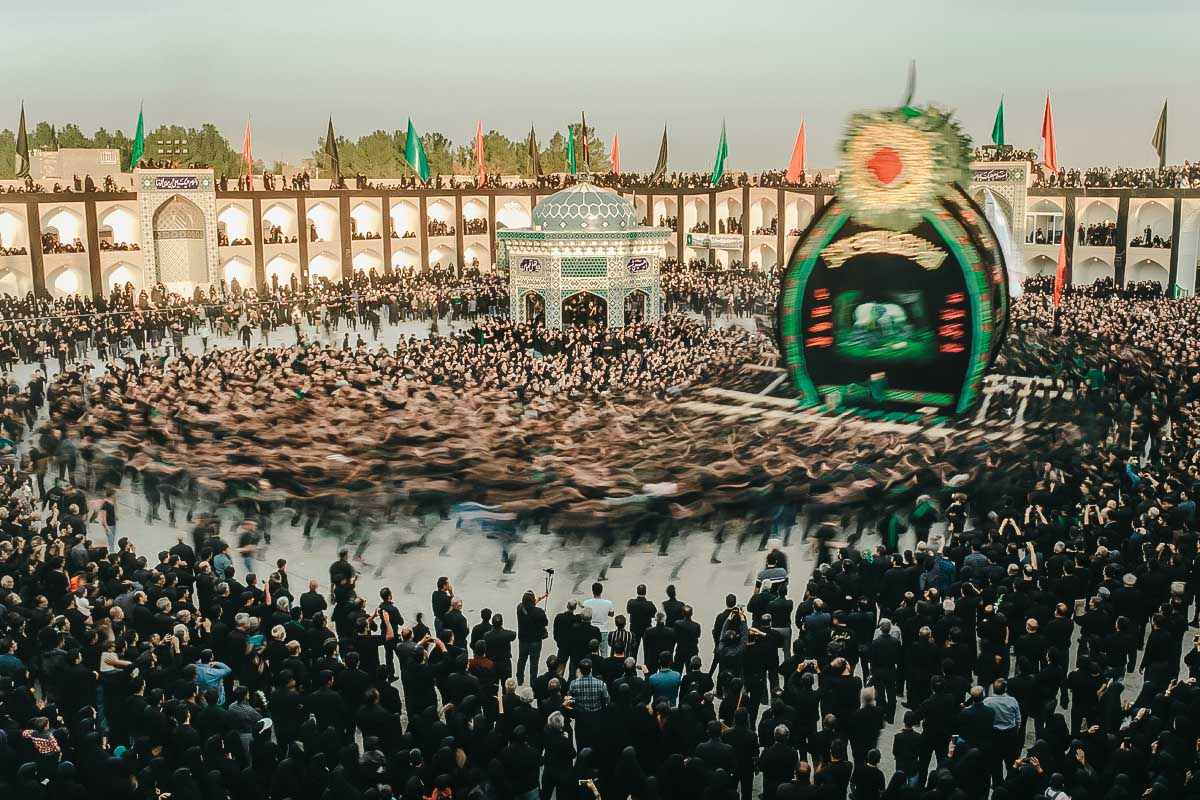
Nakhl Gardani in Yazd

Die Liebe zu dieser Trauerzeremonie spiegelt sich in der Innenstadt von Yazd und den umliegenden Dörfern wider. Leidenschaft geht ihnen durch das Blut, wenn sie Rituale abhalten, bei denen sie mehrere hundert Pfund schwere Holzkonstruktionen durch die Stadt tragen, die Nakhl genannt werden, als symbolische Darstellung des Sarges des Imam Husayn.

## Geschichte
Im Jahre 680 starb Husain mit seiner Gefolgschaft im Kampf gegen die zahlenmäßig um ein Vielfaches überlegenen Truppen des Umayyaden-Kalifen Yazid I. den Märtyrertod. Diese Schlacht von Kerbela ist tief in der Religiosität der Schiiten verwurzelt. Die erste Überlieferung der gemeinsamen Trauer um Husain ist für das Jahr 683 bezeugt. Die Passionsfeiern wurden erstmals 963 in Bagdad veranstaltet. Die Feierlichkeiten beginnen am ersten Tag des Monats Muharram und steigern sich bis zum 10. Muharram, dem Todestag Husains, in ihren Höhepunkt, den Aschura.

### Ablauf

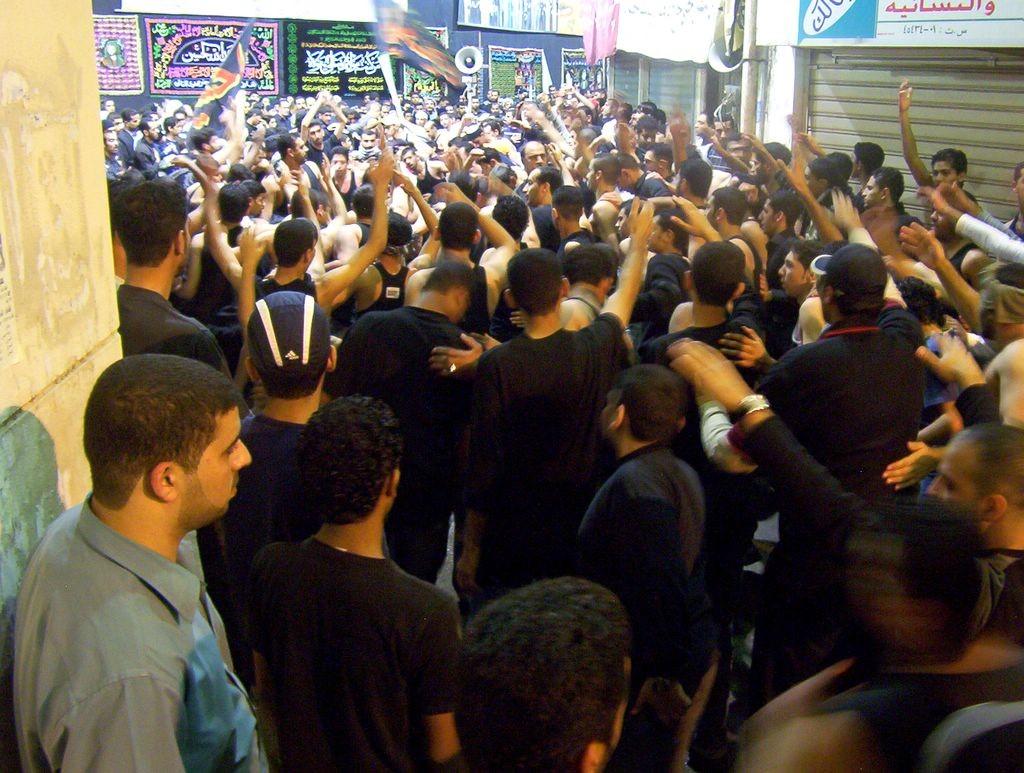
Prozessionen in Bahrain 2005

Im Mittelpunkt steht zum einen das Klagen, das Weinen und die Selbstgeißelung der Gläubigen. Das Leid soll die eigene Trauer um das Leiden der gefallenen Imame in ein aktives Mitleiden verwandeln und die Bereitschaft zum Martyrium symbolisieren. Charakteristisch für die Muharram-Passionsfeiern sind lange Züge von Gläubigen, die sich immer wieder selbst mit der Hand vor die Brust oder mit Ketten auf den Rücken schlagen. Diese Rituale ermöglichen es gemäß Heinz Halm den Schiiten, „einen Teil der individuellen Sünden, aber auch der kollektiven historischen Schuld der Schia, abzubüßen“.
Zum anderen entwickelte sich seit dem 19. Jahrhundert die szenische Darstellung von Märtyrertoden und Leidensgeschichten Husains und seiner Begleiter zu einem weiteren wichtigen Bestandteil der Feiern. Diese schauspielerischen Einlagen sind eigentlich mit ta’ziya gemeint, sie sind die eigentlichen Spiele. Schon von Beginn der Muharram-Feierlichkeiten sind szenische Elemente überliefert, etwa die Bitte um einen Schluck Wasser, da die Märtyrer bei Kerbela vom Wasser des Euphrat abgeschnitten wurden. Die neueren Darstellungen sind im Gegensatz dazu ganze Szenen mit Dialogen. Sie behandeln an jedem der zehn Tage ein anderes Ereignis. Die schiitischen Passionsspiele erlebten in Iran unter den Kadscharen ihre Blütezeit, wurden unter Reza Schah Pahlavi verboten und sind seit der Islamischen Revolution von 1979 wieder vermehrt zu finden. Für die lautstarke Akzentuierung der Aufführung wird die Zylindertrommel Dammam geschlagen.
Christopher de Bellaigue (* 1971 in London), ein in Iran lebender britischer Journalist, beschreibt die Feierlichkeiten in Teheran als eine allgegenwärtige Massenveranstaltung. Zehn Tage lang befindet sich die Stadt und die Bevölkerung im Trauergewand. Schwarze Kleidung dominiert.

„Am anderen Ende der Straße befand sich eine Bühne. […] Ein junger Trompeter ließ ein Signal ertönen, und der sittenlose Damaszener trat von links auf die Bühne. (Alle erkannten Yazid […].) Auf seinem Helm wehte eine gelbe Feder. Sein fettes Gesicht war ausdruckslos. Nachdem er eine Weile herumgestampft war, begann er unanständige Worte in ein Handmikrophon zu brüllen […]. Auf der Bühne gaben die Schauspieler die Überredungsversuche, Verhandlungen und moralischen Nöte wieder, die Hosseins Märtyrertod vorangingen. […] Plötzlich gab es Bewegung auf der linken Seite der Bühne, und Yazid trat wieder auf. […] aber jetzt war er von Kopf bis Fuß grün gekleidet. Er hatte die Rolle gewechselt und war nun Hossein. […] Dann trat Hosseins Halbbruder Abol Fazl auf. […] Beide weinten. Hossein bat Abol Fazl, Wasser vom Fluß zu holen. Beide wußten, daß der jüngere Bruder kaum eine Chance hatte, lebend von seiner Mission zurückzukehren.“

Der nächste Teil des Schauspiels wird wie folgt beschrieben:

„Abol Fazl sprang auf einen schäbigen Klepper, der am Straßenrand wartete […]. Wild kämpfend erreichte er das Flußufer. […] Seine Ritterlichkeit erlaubte es ihm nicht, seinen Durst zu stillen, ehe die Frauen und Kinder den ihren gestillt hatten. Er füllte seinen ledernen Wasserbehälter und sprang wieder aufs Pferd, aber im nun folgenden Kampf wurde er überwältigt und verlor dabei beide Hände und Augen. Er rief aus: «Oh Bruder, höre meinen Ruf und komme mir zu Hilfe!» Zwei Pfeile schnellten von der Sehne. Der eine durchbohrte Abol Fazls Wasserbehälter, der andere seine Brust.“

Auch die Prozessionen beschreibt de Bellaigue:

„[Vorweg ging ein] Mann mit einer eisernen Standarte […], an deren langem Schaft Schwerter, monsterähnliche Figuren und Federbüsche […] hin und her schwangen. Ihm folgten zwei Reihen von Männern, die im Rhythmus der Baßtrommel marschierten. Dabei schlugen sie sich mit Ketten an kurzen Griffen auf den Rücken - ein Hieb bei jedem dröhnenden Trommelschlag. […] Ich folgte der Prozession bis zur Hauptstraße, wo sie sich in eine Kette von mindestens einem Dutzend weiterer Prozessionen aus verschiedenen Stadtvierteln eingliederte.“

### Aschura
Hauptartikel: Aschura

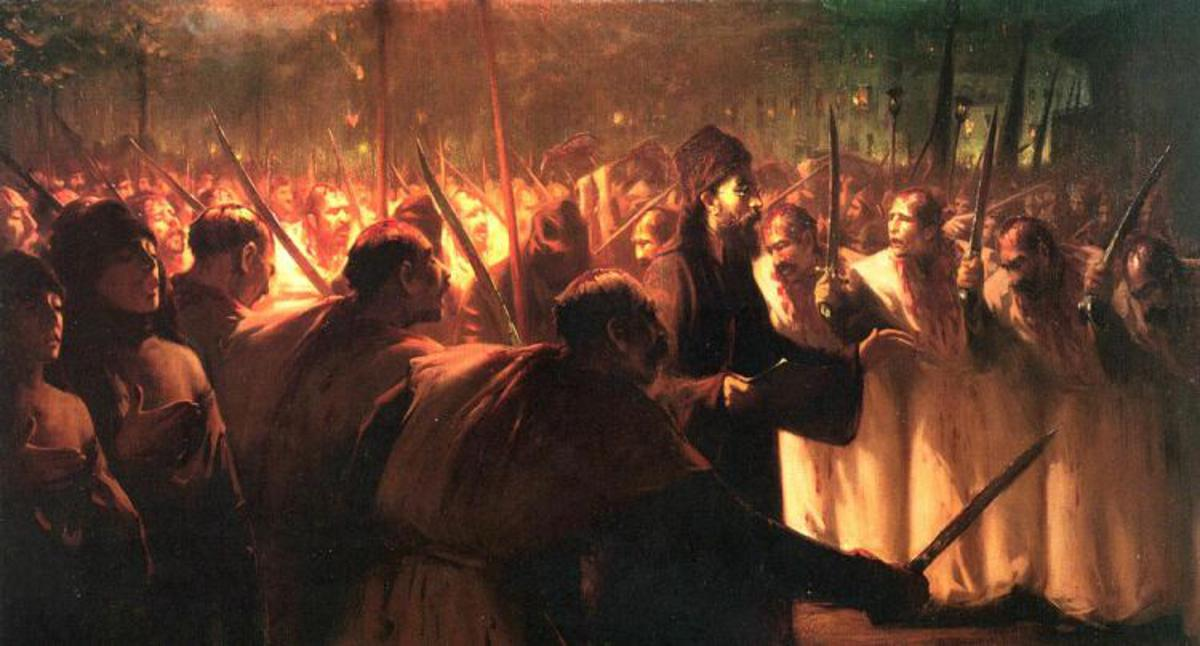
Gemälde mit dem Titel 10. Muharram von Zonaro, 1909

Am 10. Muharram erreichen die Passionsspiele ihren Höhepunkt. Am Tag wird der Tod Husains nachgespielt und das Klagen steigert sich erneut. Nach schiitischer Tradition wird nun 40 Tage der Toten gedacht, um im Anschluss an diese Trauerzeit ein Gedenkfest zu feiern, das Arba'in.

## Weiteres
In Sumatra, Indonesien, wird die Zeremonie in Gestalt der Tabuik begangen.